# Prince noir (film, 1971)
Ne doit pas être confondu avec L'Étalon noir ou Black Beauty (homonymie).
Pour les articles homonymes, voir Prince noir.
Pour plus de détails, voir Fiche technique et Distribution.
Prince noir (Black Beauty), connu parfois sous le nom de L'Étalon noir, est un film d'aventure britannico-allemand réalisé par James Hill sorti en 1971. Il s'agit de la troisième adaptation du roman Black Beauty d'Anna Sewell.

## Synopsis
Joe Evans, 11 ans, assiste à la naissance d’un petit poulain noir dont le front est orné d’une tache blanche. Joe est heureux lorsque son père lui offre le poulain ! Ils deviennent inséparables. Mais, les temps sont durs et Mr Evans fait faillite. Le poulain devenu Prince Noir, est vendu avec la ferme.

## Distribution
- Mark Lester : Joe Evans
- Walter Slezak : Hackenschmidt
- Peter Lee Lawrence : Gervaise
- Uschi Glas : Marie Hackenschmidt
- Patrick Mower : Sam Greener
- John Nettleton : Sir William
- José Nieto : Lorent